# Stadio Monumental Antonio Vespucio Liberti
Lo stadio Monumental Antonio Vespucio Liberti (in spagnolo Estadio Monumental Antonio Vespucio Liberti), noto semplicemente come Monumental, è uno stadio calcistico di Buenos Aires (Argentina). Ospita le partite interne del River Plate e ha una capienza di 85 018 posti a sedere.
L'attuale intitolazione, allo storico presidente Antonio Liberti, risale al 1986; prima di tale data l'impianto si chiamava Estadio Monumental.

## Storia
L'impianto è situato nel quartiere Belgrano, nei pressi del río de la Plata, non lontano da Nuñez.
La storia del Monumental iniziò nel 1934, quando il giovane presidente del River Plate, Antonio Vespucio Liberti, acquistò per 570 000 pesos un terreno di 84 000 metri quadrati. Il 25 maggio 1935 fu posta la prima pietra dello stadio, ed esattamente tre anni dopo, il 25 maggio 1938, l'impianto fu inaugurato ufficialmente. La capienza originaria dello stadio era di 68 000 posti. Nell'occasione si festeggiò anche il 37º anniversario della fondazione del River Plate.
Delle quattro tribune previste dal progetto, in un primo momento ne furono realizzate soltanto tre, sicché il Monumental aveva il suggestivo aspetto di un ferro di cavallo, aperto verso il fiume. A fine anni cinquanta fu attuata la parziale chiusura dell'ovale, con la costruzione del primo anello della quarta tribuna finanziata con i dieci milioni di pesos incassati dalla cessione di Omar Sívori alla Juventus. A seguito di tale ristrutturazione, nel 1958 la capienza fu portata a 90 000 spettatori. Il 17 agosto 1975, in occasione dell'ultima partita del campionato Metropolitano 1975 col Racing Club, che vide il River Plate vincere di nuovo il campionato dopo un periodo di 18 anni senza successi, si raggiunse la capienza record di 100 000 spettatori (per un incontro sportivo).
In occasione del campionato del mondo del 1978, il Monumental subì un restyling, con la costruzione del secondo anello della curva sud che portò alla chiusura completa dell'ovale e ridusse la capienza a 74 624 posti per favorire confort e sicurezza, a seguito di un tragico incidente durante un Superclásico con il Boca Juniors del 23 giugno 1968, in cui morirono 71 persone. Proprio nel rinnovato Monumental l'Argentina vinse per la prima volta la Coppa del mondo. 
Successivamente l'aspetto dello stadio si è ancora modificato e la capienza ulteriormente ridotta fino agli attuali 61 688 posti. Sono stati inseriti palchi e sotto le tribune hanno trovato posto il museo del club, piscine, palestre, pub ed altri esercizi commerciali. C'è anche il River Plate Institute, una scuola per i giovani calciatori del River e per i soci del club di ogni età, dall'asilo alle scuole superiori, collocata sotto le tribune, con vista diretta sul terreno di gioco.
L'attuale capacità e di 86 049 posti a sedere.

## Campionato mondiale di calcio 1978
Durante il campionato mondiale di calcio 1978 si sono svolte al Monumental le seguenti partite;
- Germania Ovest -  Polonia 0-0 (gruppo 2, primo turno e gara inaugurale) il 1º giugno
- Argentina -  Ungheria 2-1 (gruppo 1, primo turno) il 2 giugno
- Argentina -  Francia 2-1 (gruppo 1, primo turno) il 6 giugno
- Argentina -  Italia 0-1 (gruppo 1, primo turno) il 10 giugno
- Italia -  Germania Ovest 0-0 (gruppo A, secondo turno) il 14 giugno
- Italia -  Austria 1-0 (gruppo A, secondo turno) il 18 giugno
- Paesi Bassi -  Italia 2-1 (gruppo A, secondo turno) il 21 giugno
- Brasile -  Italia 2-1 (Finale terzo posto) il 24 giugno
- Argentina -  Paesi Bassi 3-1 d.t.s. (Finale) il 25 giugno

## Concerti
Essendo lo stadio più grande della città e di tutta l'Argentina, il Mâs Monumental è solito ospitare i concerti di artisti e gruppi musicali di calibro internazionale quando questi si esibiscono a Buenos Aires. Il 15 ottobre 1988 vi si tenne il concerto di Amnesty International Human Rights Now!, sul cui palco si esibirono Sting, Peter Gabriel, Bruce Springsteen, i E Street Band, Tracy Chapman, Youssou N'Dour, León Gieco e Charly García, mentre due anni più tardi il Sound+Vision Tour di David Bowie giunse nella capitale argentina in un'unica tappa, che fu in grado di vendere 81.900 biglietti.
Il 16 e 17 luglio 1993 i Guns N' Roses tennero qui i due concerti conclusivi del loro Use Your Illusion Tour, l'ultimo dei quali sancì peraltro la loro ultima esibizione con tutta la formazione originale. Durante il suo terzo tour mondiale Dangerous World Tour, Michael Jackson si esibì in tre concerti al Monumental l'8, il 10 e il 12 ottobre dello stesso anno, stabilendo il record assoluto di presenze nello stadio, con oltre 105 000 spettatori a sera.
I Ramones tennero qui il loro ultimo concerto in Sudamerica, il 16 marzo 1996. I Red Hot Chili Peppers vi tennero due concerti, uno nel 2001 e l'altro nel 2011.
Nel 1998 gli U2 portarono in Sudamerica il loro Popmart Tour e interpretarono sul palco del Monumental la canzone Mothers of the Disappeared con le madri di Plaza de Mayo, le madri di coloro che erano spariti sotto i regimi dittatoriali in Argentina. La band irlandese visitò Buenos Aires ancora durante il Vertigo Tour del 2006, per filmare quello che sarebbe diventato U23D, il primo film digitale in 3D.
I Soda Stereo, una celebre rock band argentina, detengono il record di maggior numero di concerti tenuti nello stadio. La band si esibì in sei concerti che fecero registrare il tutto esaurito nel 2007, in occasione del loro Me Veras Volver Reunion Tour.
Madonna tenne due show andati sold out nell'ottobre 1993 e altri quattro nel dicembre 2008 durante il suo Sticky & Sweet Tour; durante due di questi concerti fu girato il DVD ufficiale del tour. La cantante detiene il record di vendite di biglietti più veloci allo stadio per il suo primo show, con oltre 263 000 biglietti venduti in tre ore.
Il 15 e 16 maggio 2007 il cast di High School Musical si esibì nello stadio.
Il 3 maggio 2009 gli Oasis, nota band britannica, si esibirono al Monumental in uno dei concerti più grandi della loro carriera. Noel Gallagher interpretò per l'occasione una celebre versione acustica di Don't Look Back in Anger.
Dopo i due concerti del 18 e 19 ottobre 1996, gli AC/DC vi tennero tre concerti con il tutto esaurito nel dicembre 2009 durante il loro Black Ice World Tour. I concerti furono filmati e pubblicati in DVD e Blu-ray con il titolo Live at River Plate.
I Bon Jovi si sono esibiti in questo stadio numerose volte, tra cui nel 2010 in occasione del loro The Circle Tour.
Nel maggio 2011 Miley Cyrus portò il suo Gypsy Heart Tour a Buenos Aires, registrando il tutto esaurito in una settimana.
Nel 2011 Roger Waters ha portato per nove serate consecutive al Monumental il suo spettacolo The Wall, stabilendo così un record di presenze.
Lady Gaga si è esibita qui il 16 novembre 2012 nell'ambito del Born This Way Ball.
Madonna ha tenuto altri due concerti nello stadio il 13 e 15 dicembre 2012 in occasione del suo MDNA Tour.
Gli Iron Maiden si sono esibiti nello stadio il 27 settembre, unica data argentina del Maiden England Tour del 2013.
Il 29 ottobre 2022 si sono esibiti i Coldplay nella loro tournée Music of the Spheres World Tour, in cui è comparso anche Jin dei BTS ed è stata cantata anche Baraye a sostegno della protesta sulla condizione della donna in Iran. 

## Galleria d'immagini

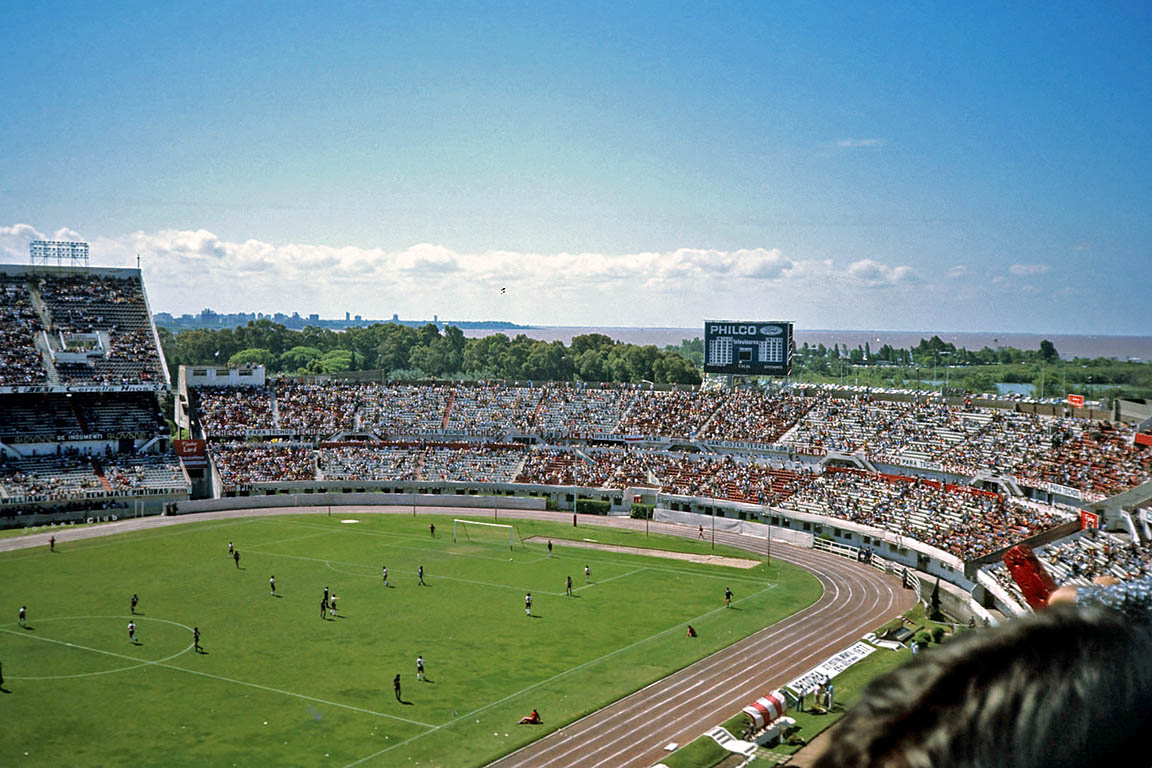
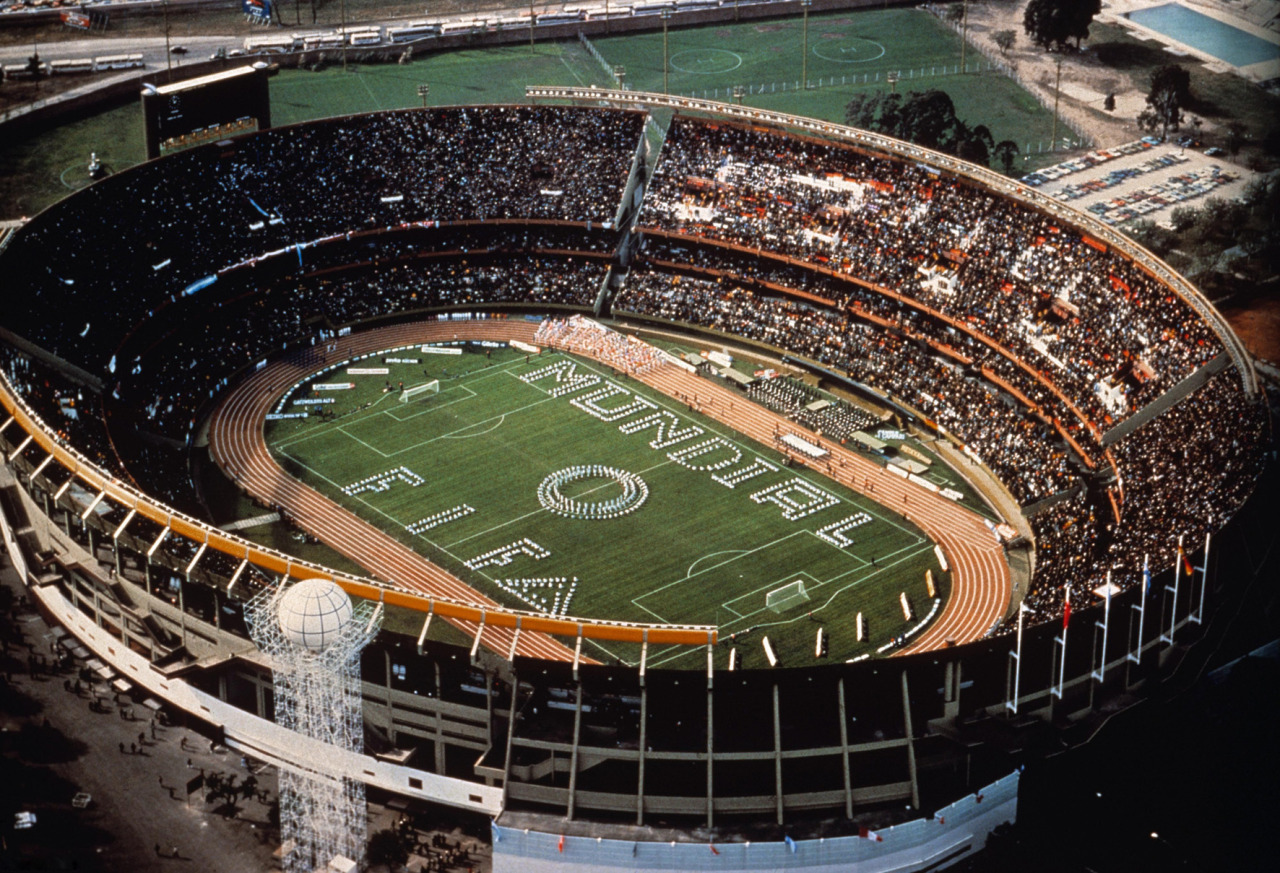
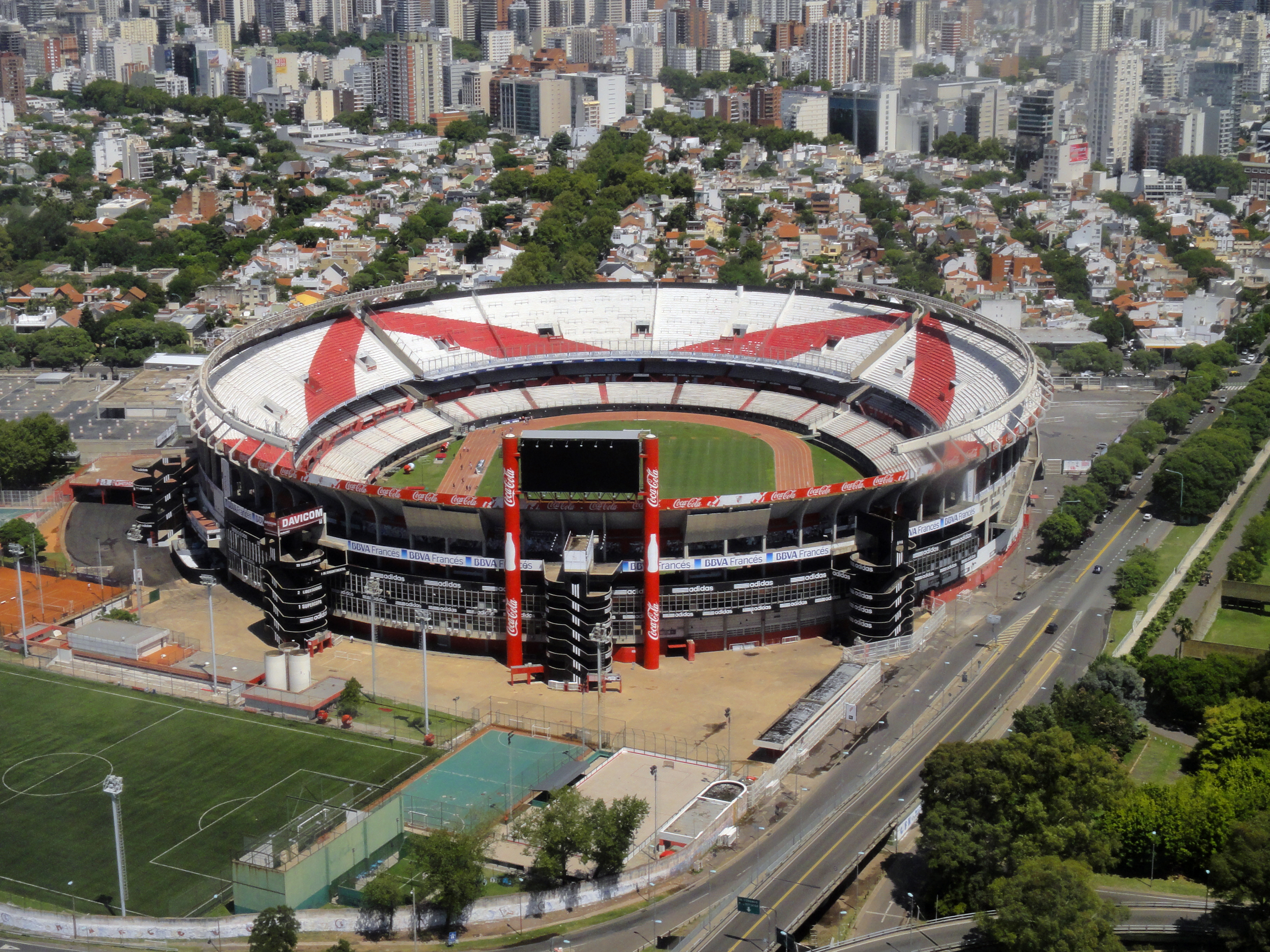
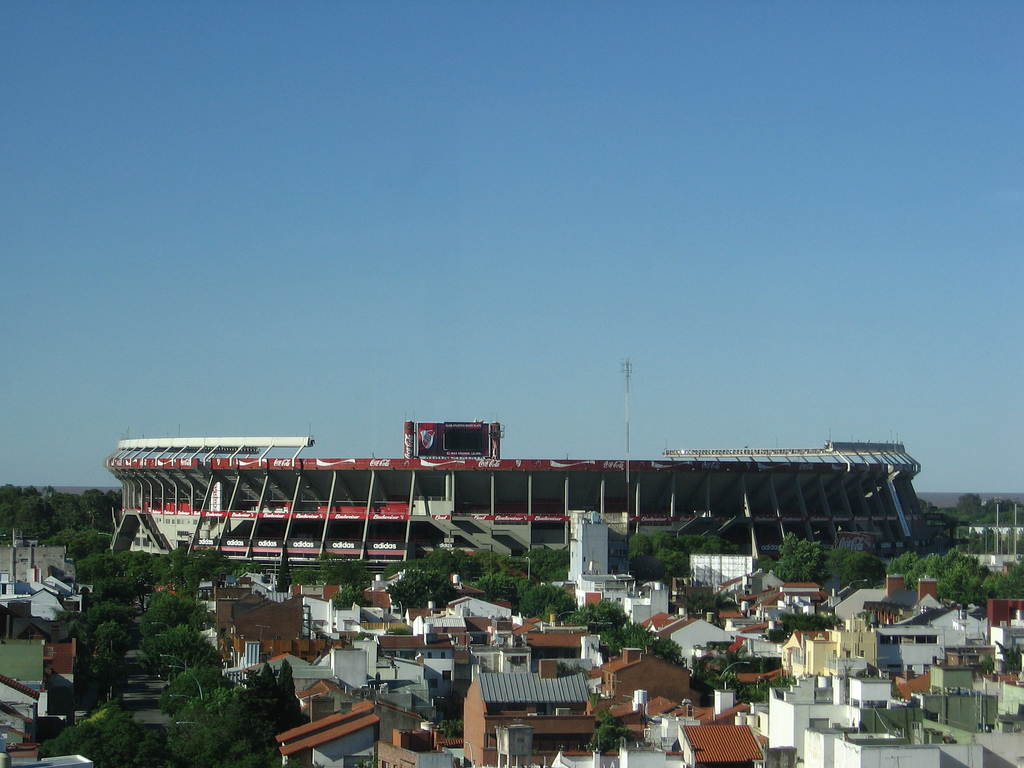
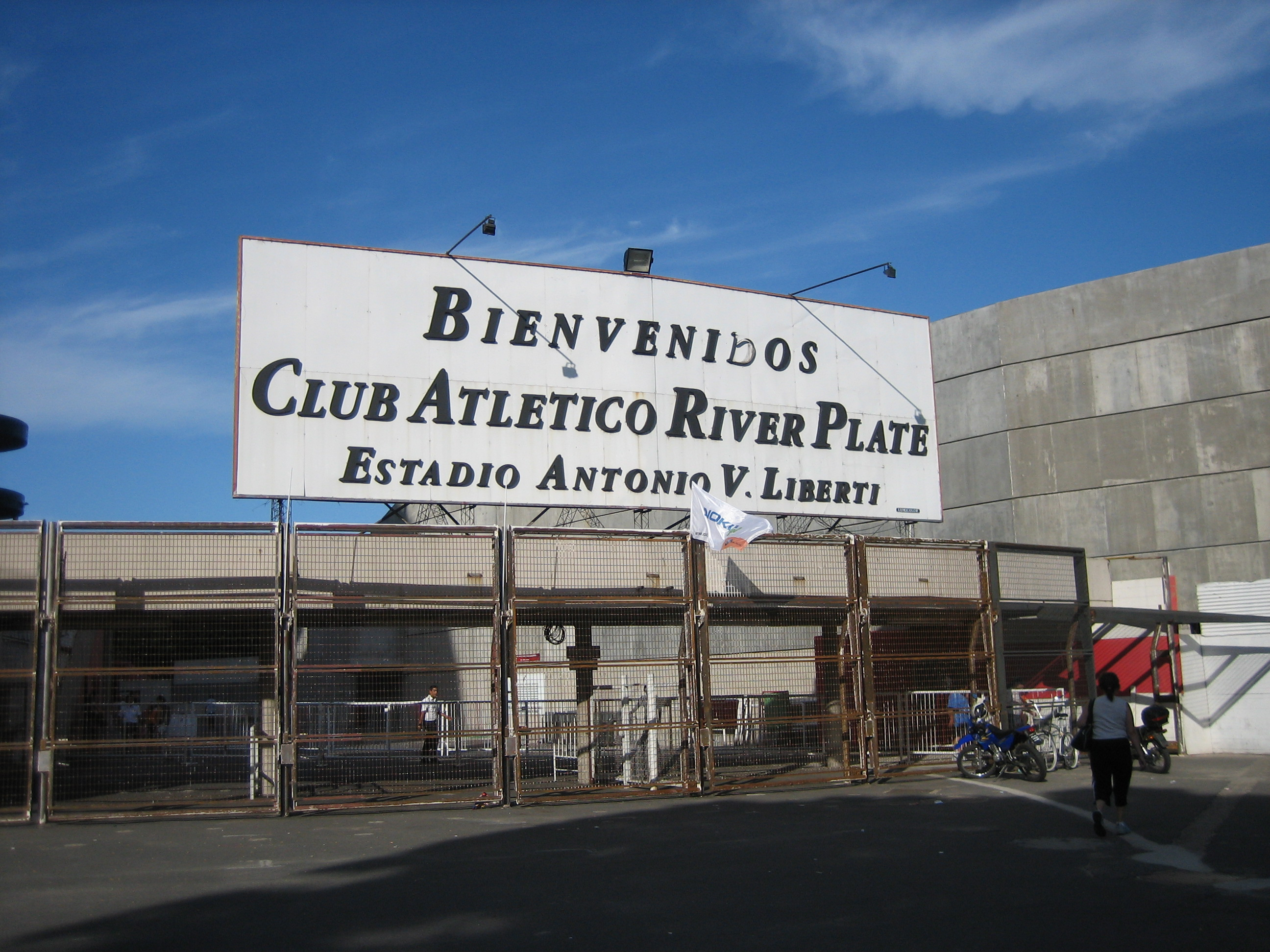
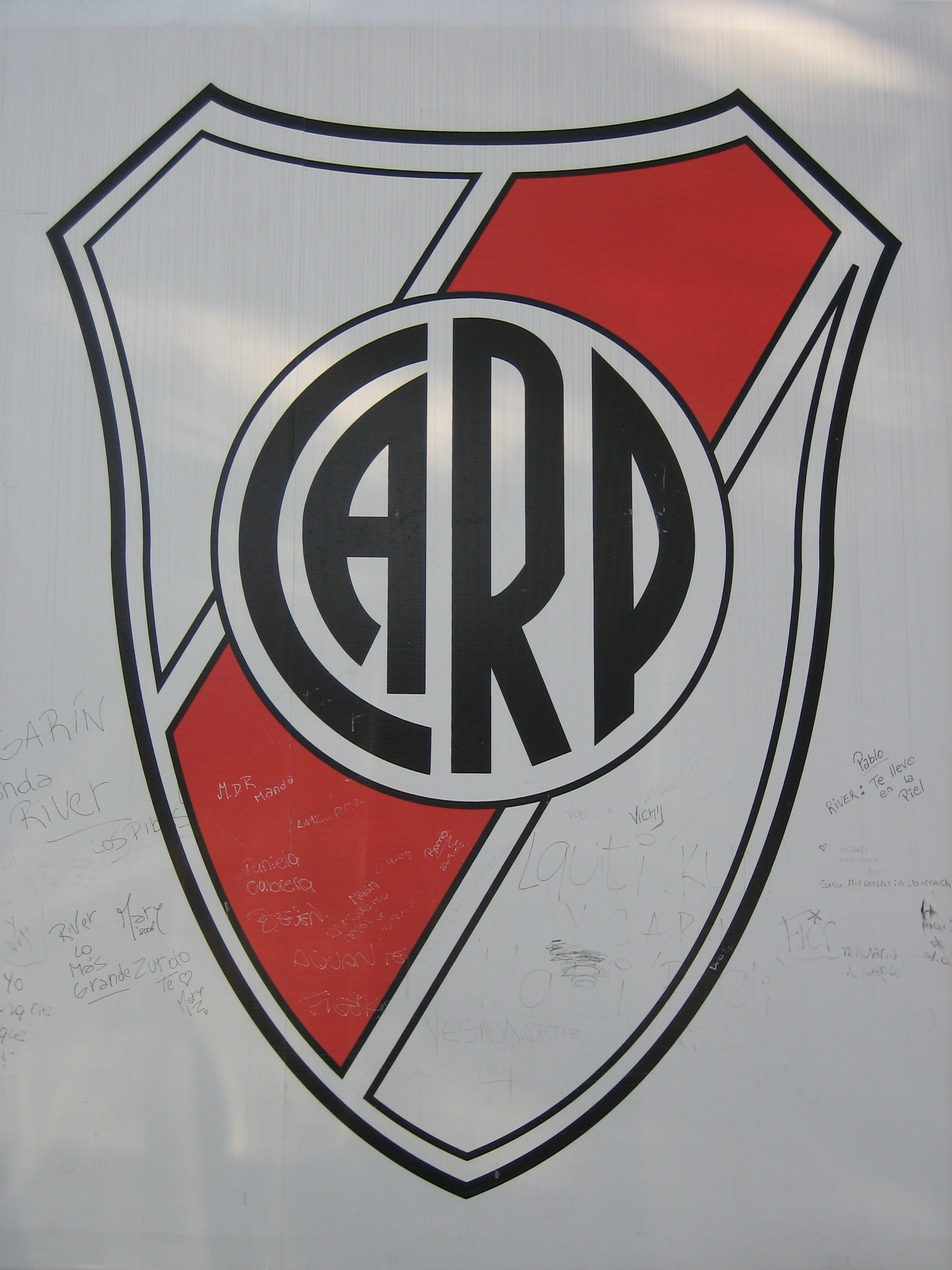
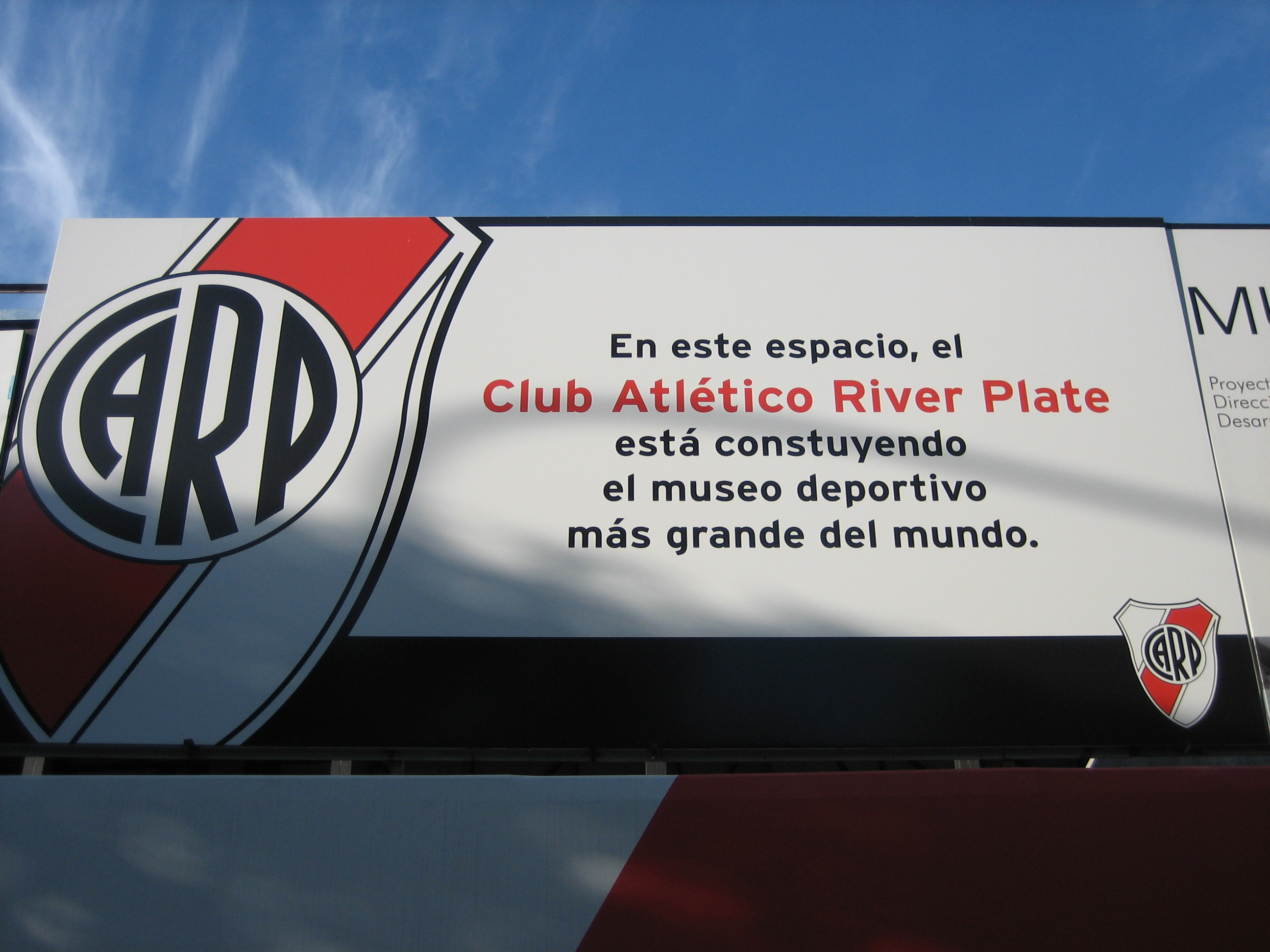
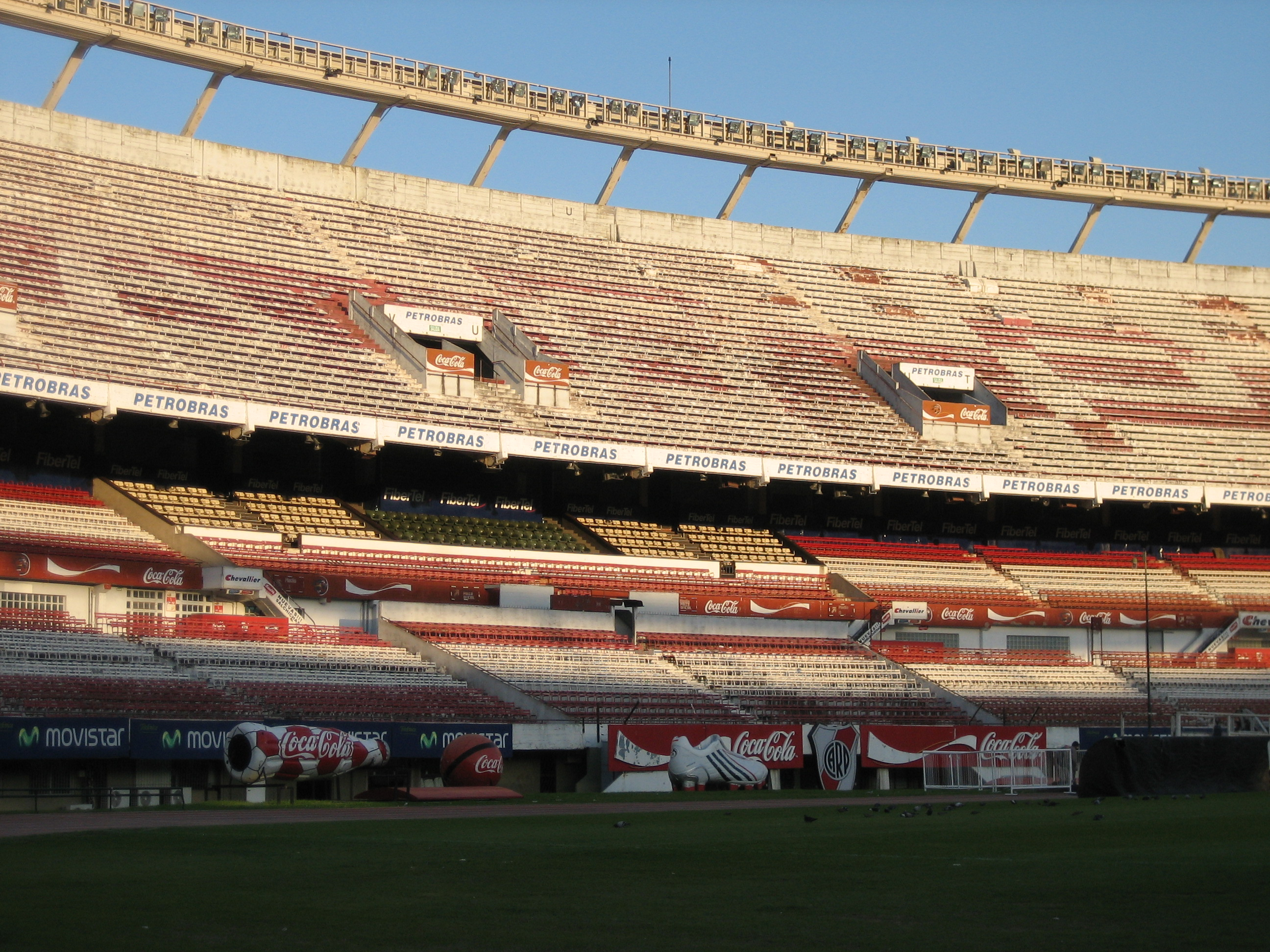
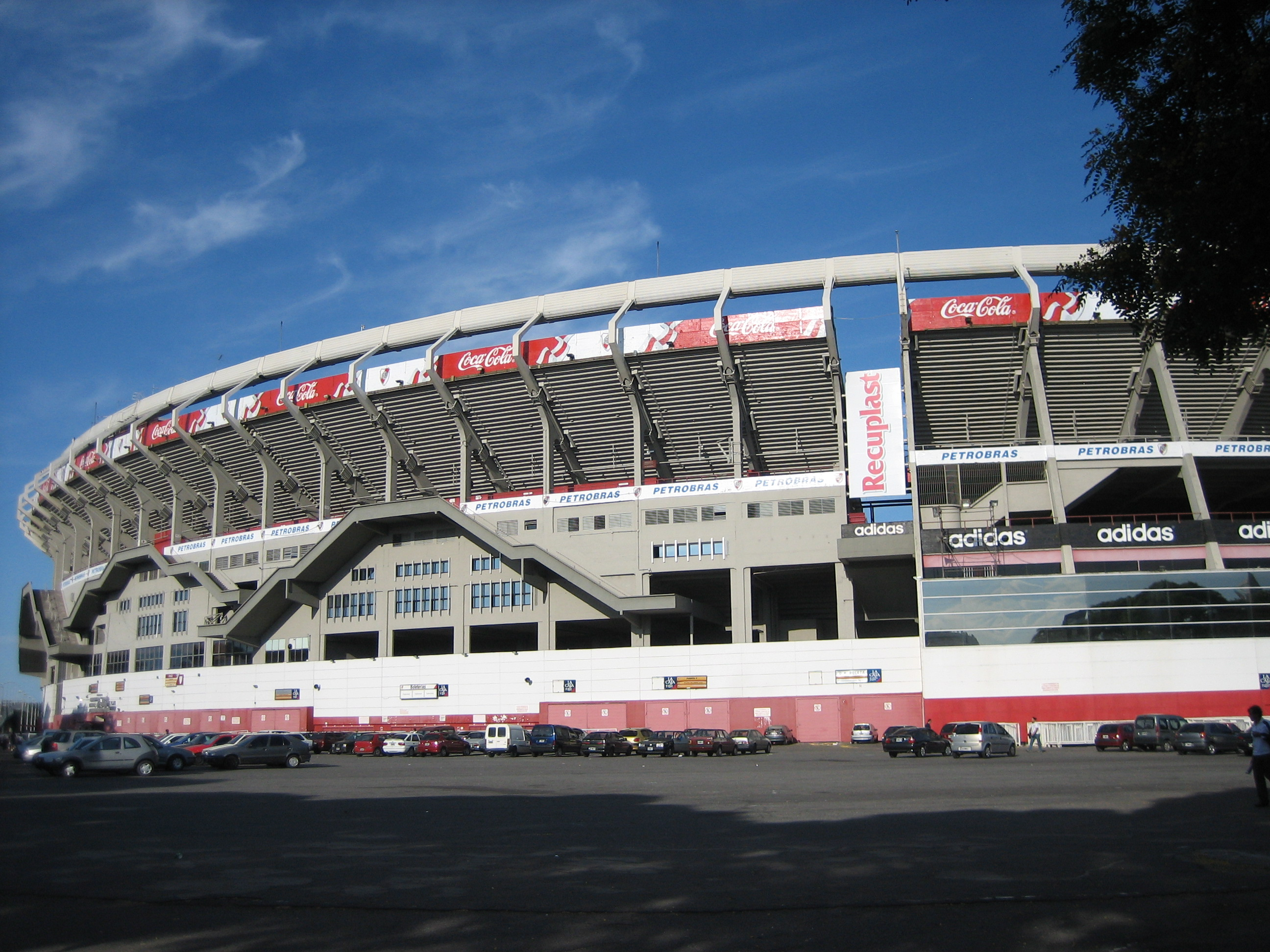
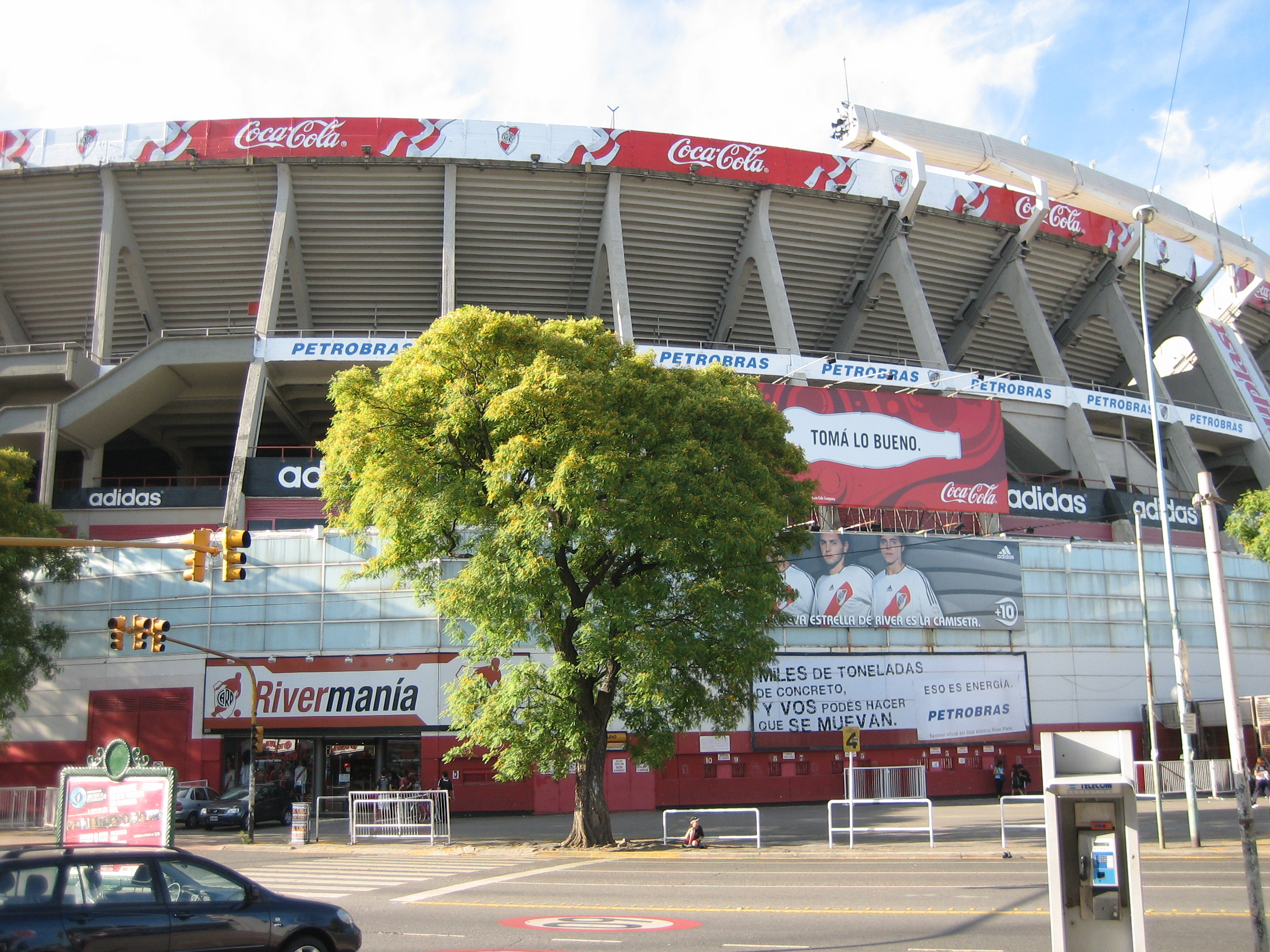
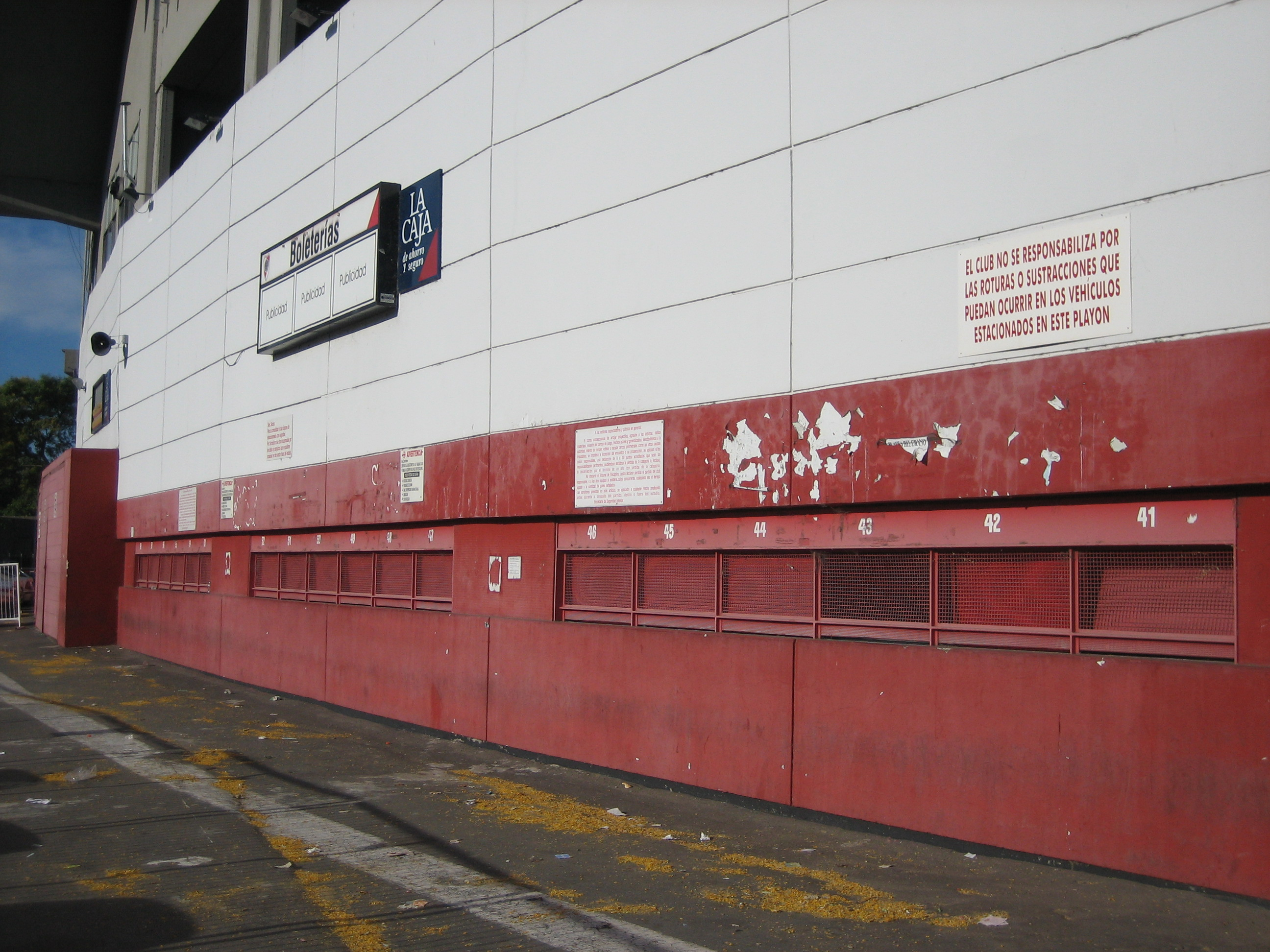
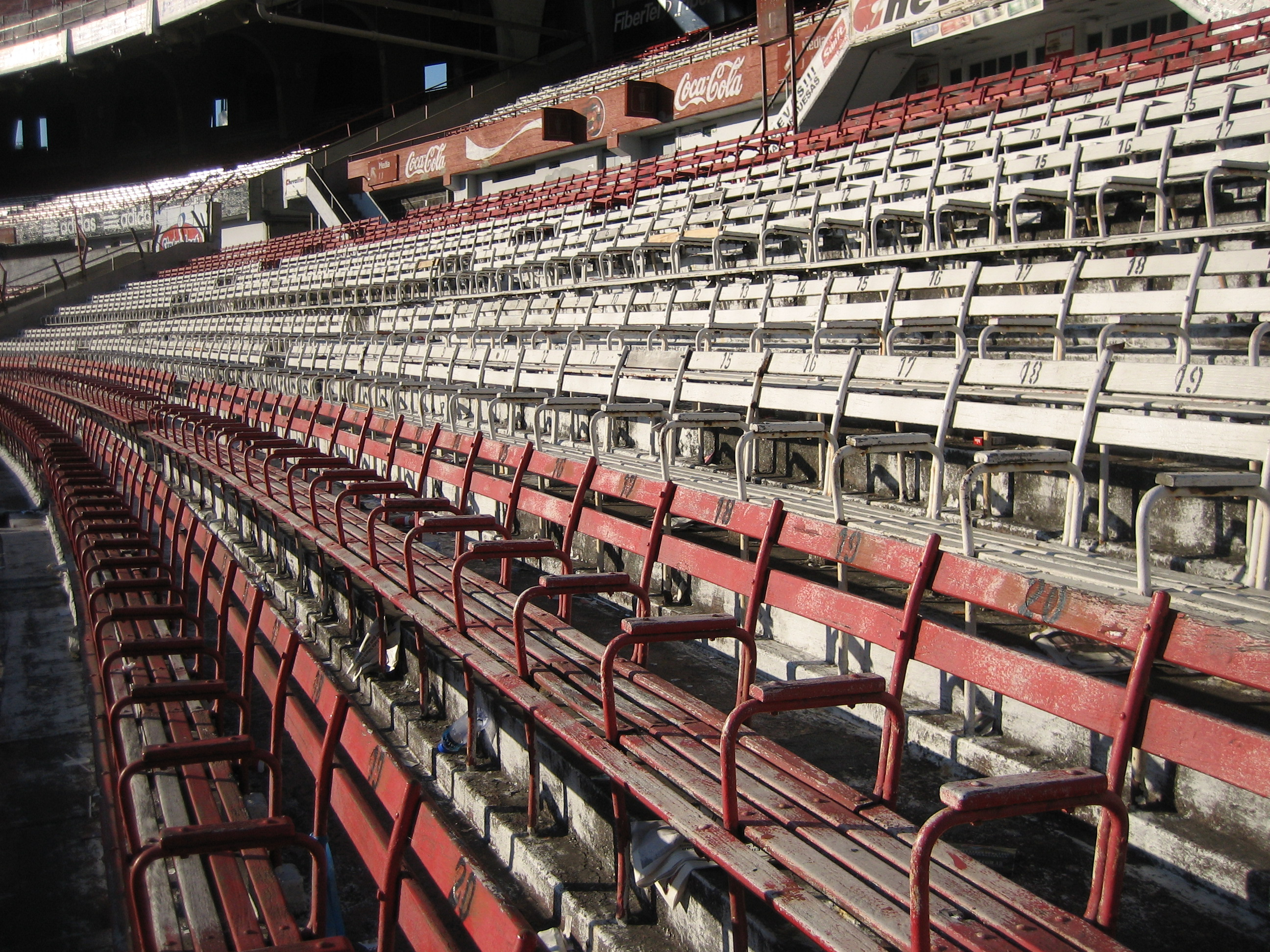
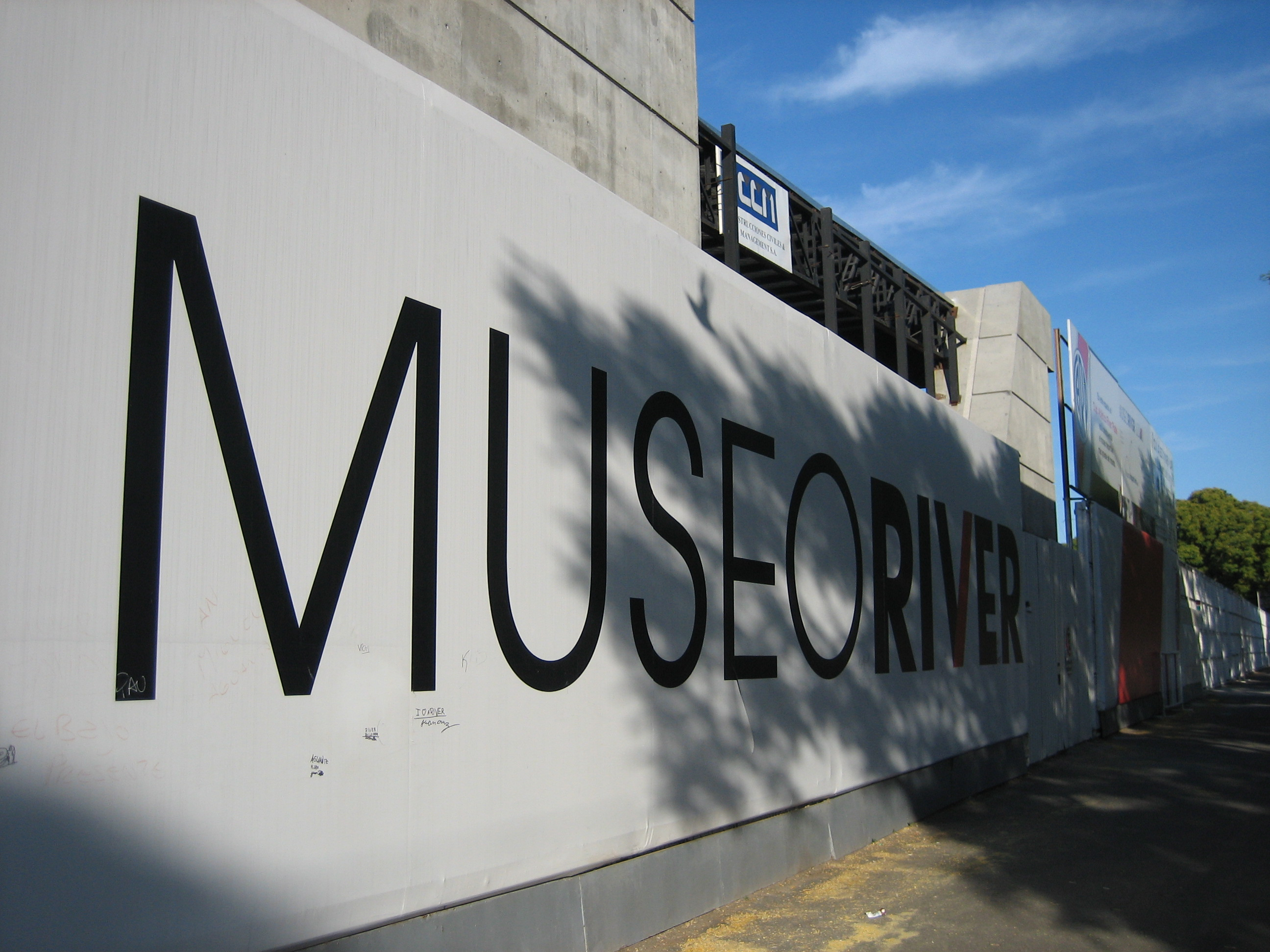
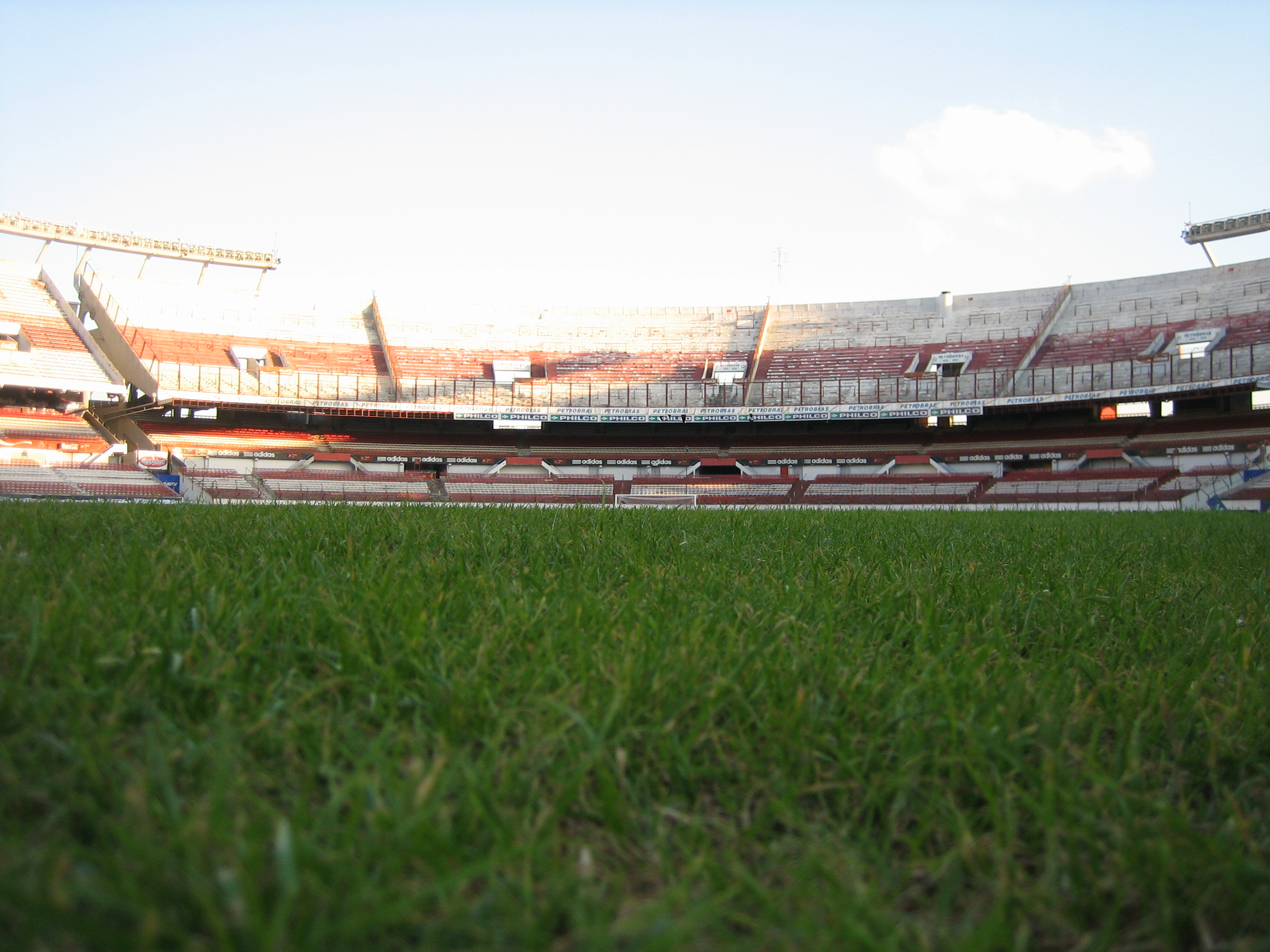
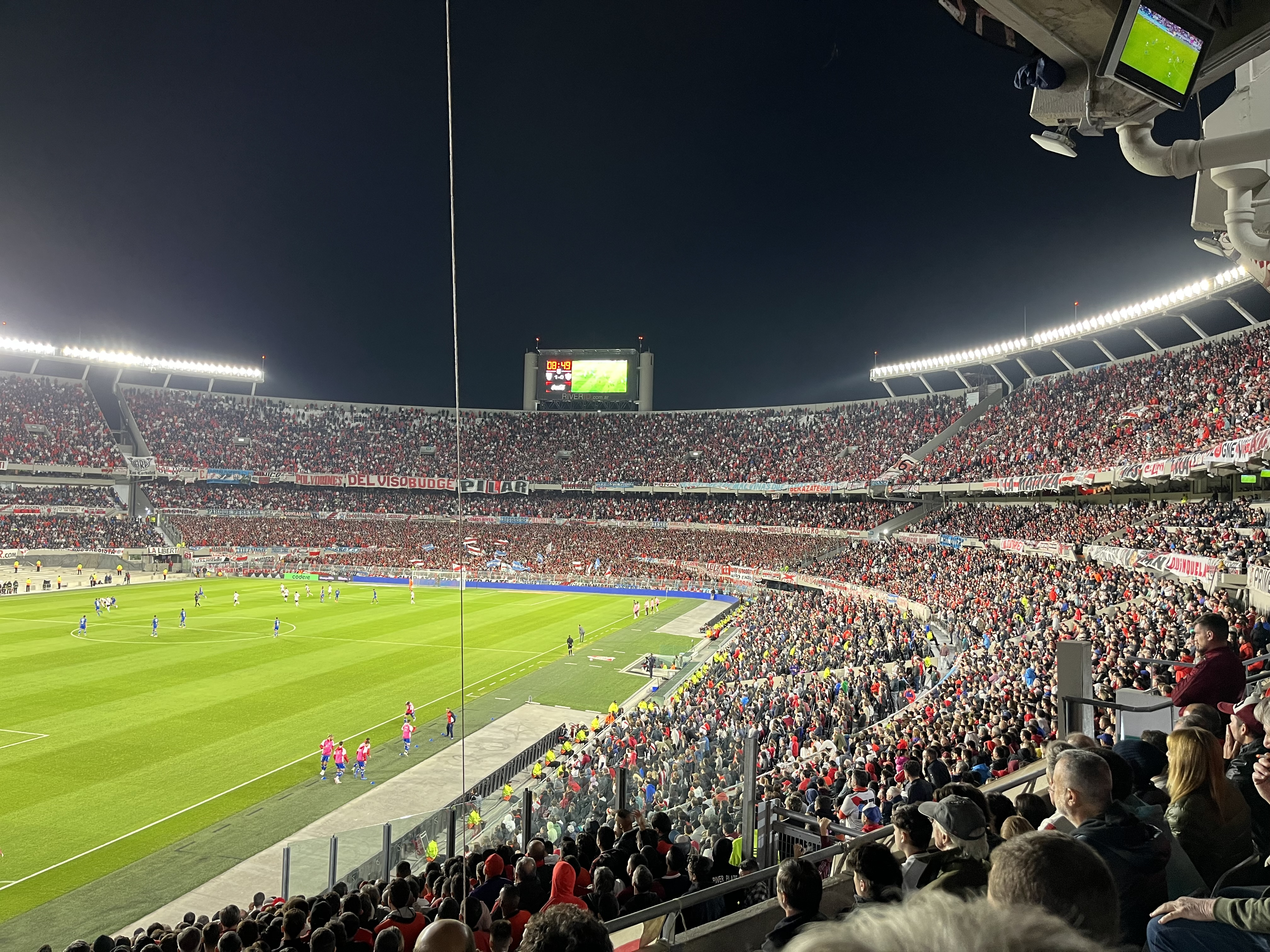
Il Mas Monumental dopo l'ampliamento con le nuove tribune direttamente sul campo nella primavera del 2023 durante una partita tra River Plate e Unión de Santa Fe